# برنامه‌های چارچوبی توسعه فنی و تحقیقاتی
برنامه‌های چارچوبی توسعه فنی و تحقیقاتی (به انگلیسی: Framework Programmes for Research and Technological Development) که برنامه چارچوبی یا به اختصار FP1 تا FP7، و FP8 را افق ۲۰۲۰ نیز می‌نامند، برنامه‌های تأمین مالی هستند که توسط اتحادیه اروپا/ کمیسیون اروپا برای حمایت و پرورش تحقیق در منطقه تحقیقاتی اروپا (ERA) به وجود آمده‌اند. اهداف و اقدامات تعیین شده با توجه به دوره تأمین مالی متغیر می‌باشند. در FP6 و FP7 تمرکز بر تحقیق فنی بود در حالی که در افق ۲۰۲۰ تمرکز بر نوآوری جهت رشد سریع تر اقتصادی و یافتن راه حلی برای خاتمه دادن به استفاده‌کنندگانی است که اغلب نمایندگان دولتی هستند.

## پیش زمینه
اداره کردن سیاست‌های تحقیقاتی اروپا و اجرا کردن برنامه‌های تحقیقاتی اروپا یکی از وظایف قرارداد آمستردام است که شامل بخشی در توسعه فنی و تحقیقاتی است. این برنامه‌ها توسط کمیته خدمات شهروندی تعریف می‌شوند و گروه‌های مختلف رسمی مشورتی و لابی گرا این کمیته را پشتیبانی می‌کنند. به عنوان مثال برای مشاوره دادن به کمیسیون اروپا در رابطه با پیروی از استراتژی کلی جهت پیشبرد اولویت‌های موضوعی فناوری اطلاعات و ارتباطات، گروه مشاوره فناوری اطلاعات (ISTAG) به وجود آمد.

## برنامه‌های چارچوبی
برنامه‌های چارچوبی تا برنامه چارچوبی 6 (FP6) دوره ای ۵ ساله را شامل می‌شد، هرچند از برنامه چارچوبی 7 (FP7) به بعد برنامه‌ها برای مدت ۷ سال اجرا می‌شوند. برنامه‌های چارچوبی، و بودجه‌های آن‌ها به میلیاردها یورو، در جدول زیر معرفی می‌شوند. مخارج برنامه هایFP1 تا FP5 به واحدهای ارزی اروپا هستند؛ از برنامه FP6 به بعد بودجه‌ها به یورو می‌باشند. قیمت‌های ارائه شده در جدول زیر به یورو می‌باشند.
| شماره | برنامه چارچوبی  | دوره      | بودجه (میلیارد یورو)                        |
| ----- | --------------- | --------- | ------------------------------------------- |
| FP1   | اول             | ۱۹۸۴–۱۹۸۷ | ۳٫۸                                         |
| FP2   | دوم             | ۱۹۸۷–۱۹۹۱ | ۵٫۴                                         |
| FP3   | سوم             | ۱۹۹۰–۱۹۹۴ | ۶٫۶                                         |
| FP4   | چهارم           | ۱۹۹۴–۱۹۹۸ | ۱۳٫۲                                        |
| FP5   | پنجم            | ۱۹۹۸–۲۰۰۲ | ۱۵٫۰                                        |
| FP6   | ششم             | ۲۰۰۲–۲۰۰۶ | ۱۶٫۳                                        |
| FP7   | هفتم            | ۲۰۰۷–۲۰۱۳ | ۵۰٫۵ (طی ۷ سال) + ۲٫۷ برای Euratom طی ۵ سال |
| FP8   | هشتم (افق 2020) | ۲۰۱۴–۲۰۲۰ | 77                                          |

## افق ۲۰۲۰
افق ۲۰۲۰ هشتمین برنامه چارچوبی تأمین مالی تحقیقاتی، توسعه فنی و نوآوری است. نام این برنامه به «برنامه چارچوبی تحقیق و نوآوری» تغییر یافته‌است. این برنامه چارچوبی توسط کمیسیون اروپا، عضو اجرایی اتحادیه اروپا، اجرا می‌شود که یا مدیر کل‌های داخلی مختلفی (DGs) مانند اداره کل تحقیق و نوع آوری (DG RTD) یا اداره کل شبکه‌های ارتباطی، محتوا و تکنولوژی یا نمایندگان اجرایی مانند آژانس اجرایی تحقیقاتی (REA)، آژانس اجرایی برای بنگاه‌های کوچک و متوسط SME (EASME)، یا آژانس اجرایی شورای تحقیقاتی اروپا ERC (ERCEA) می‌باشند. هدف این برنامه چارچوبی تکمیل منطقه تحقیقاتی اروپا با تطبیق سیاست‌های تحقیقاتی ملی و جمع‌آوری منابع مالی تحقیقاتی در بعضی زمینه‌ها جهت جلوگیری از دوگانگی است. افق ۲۰۲۰ خود به تنهایی به عنوان یک ابزار سیاست برای اجرای دیگر ابتکارات سیاسی اتحادیه اروپا در سطوح بالا مانند اروپای ۲۰۲۰ و اتحادیه نوآوری دیده می‌شود. این برنامه از سال ۲۰۱۴ تا ۲۰۲۰ اجرا می‌شود و به‌طور تقریبی ۸۰ میلیارد یورو تأمین مالی فراهم می‌کند، که نسبت به دوره قبلی ۲۳ درصد رشد دارد.
افق ۲۰۲۰ با فراخواندن طرح‌های پیشنهادی آزاد و رقابتی، پروژه‌های نوآوری و تحقیقاتی را تأمین مالی می‌کند. اشخاص حقوقی از هر کشوری مجاز به ارائه طرح پروژه در این فراخوان‌ها می‌باشند. مشارکت از خارج از اتحادیه اروپا به صراحت تشویق می‌شود. شرکت کنندگان از کشورها و دولت‌های عضو اتحادیه اروپا که وابسته به افق ۲۰۲۰ هستند به‌طور اتوماتیک تأمین مالی می‌شوند. کشورهای وابسته توافقنامه مشارکتی جهت اهداف این برنامه چارچوبی امضا کرده‌اند. تا به امروز ۱۴ کشور وابسته به افق ۲۰۲۰ می‌باشند. سوئیس در نتیجه رفراندوم‌های سال ۲۰۱۴ در رابطه با جابجایی آزاد کارگران بین سوئیس و اتحادیه اروپا، کشوری «نیمه وابسته» محسوب می‌شود. شرکت‌های سوئیسی کماکان در شرکت در افق ۲۰۲۰ فعال می‌باشند، هرچند مشارکت آن‌ها گاهی توسط بودجه ملی فراهم می‌شود. اسرائیل نیز کشوری «وابسته» به افق ۲۰۲۰ است. یک نقطه مرکزی مذاکره تأمین مالی پروژه‌هایی فراتر از خط سبز بود؛ اسرائیل نظرات خود را در پیوستی به مدارک رسمی انتشار کرد. افق ۲۰۲۰ از دسترسی آزاد به نتایج تحقیقات جهت ایجاد بهینه بیشتر، تقویت شفاف سازی و تسریع نوآوری حمایت می‌کند.
همچنین افق ۲۰۲۰ سیاست نوآوری و تحقیقاتی محیط زیستی اروپا را اجرا می‌کند که وظیفه تعریف و به واقعیت پیوستن یک دستور کار تغییر برای سبز کردن اقتصاد و جامعه به عنوان یک کل برای دستیابی به یک توسعه پایدار حقیقی دارد.
این برنامه شامل سه زمینه اصلی تحقیقاتی ست که «ارکان» نامیده می‌شوند. رکن اول «علوم عالی»، بر علوم پایه تمرکز می‌کند و بودجه ای بالغ بر ۲۴ میلیارد یورو دارد. رکن دوم «رهبری صنعتی» بودجه ای ۱۴ میلیارد یورویی دارد. این رکن توسط مدیرکل پروژه اداره می‌شود و بر مبنای استراتژی‌های اروپا ۲۰۲۰ و اتحادیه نوآوری قرار دارد. رکن سوم که «چالش‌های اجتماعی» (SC) است بودجه موردنیاز جهت راه حل‌های ممکن برای مشکلات اجتماعی و اقتصادی را فراهم می‌کند.
این ساختار از برنامه‌های چارچوبی گذشته (FP7) که از سال ۲۰۰۷ تا ۲۰۱۳ اجرا می‌شد، به اندازه زیرمجموعه ارکان اصلی پیروی می‌کند. در رکن صنعتی هدف یافتن راه‌هایی ست برای مدرنیزه کردن صنعت‌های اروپایی که دستخوش بازار متلاشی شده اروپا شده‌اند. در چالش‌های اجتماعی هدف بیشتر اجرای راه حل و کمتر توسعه فنی است.